# Nadine Fähndrich
Nadine Fähndrich (Schwarzenberg, 16 de octubre de 1995) es una deportista suiza que compite en esquí de fondo. Su hermano Cyril compite en el mismo deporte.
Ganó tres medallas en el Campeonato Mundial de Esquí Nórdico, en los años 2021 y 2025.
Participó en dos Juegos Olímpicos de Invierno, ocupando el cuarto lugar en Pyeongchang 2018 (velocidad por equipo) y el quinto en Pekín 2022 (velocidad individual).

## Palmarés internacional
| Campeonato Mundial | Campeonato Mundial    | Campeonato Mundial | Campeonato Mundial   |
| Año                | Lugar                 | Medalla            | Prueba               |
| ------------------ | --------------------- | ------------------ | -------------------- |
| 2021               | Oberstdorf (Alemania) | Medalla de plata   | Velocidad por equipo |
| 2025               | Trondheim (Noruega)   | Medalla de bronce  | Velocidad individual |
| 2025               | Trondheim (Noruega)   | Medalla de bronce  | Velocidad por equipo |